# Décembre 1887

## Événements
- 1er décembre : la Chine confirme par le traité de Pékin « l’occupation permanente et l’administration de Macao et ses îles adjacentes par le gouvernement du Portugal ».

- 2 décembre, France : démission du président de la République Jules Grévy, dont le gendre, le député Daniel Wilson, avait monnayé la distribution de médailles.

- 3 décembre, France : Sadi Carnot est élu président de la république (fin en 1894).

- 8 - 12 décembre (Sénégal) : le marabout Mamadou Lamine Dramé est vaincu et tué par les Français à la bataille de Toubakouta à la frontière avec la Gambie.

- 10 décembre : à Paris, Alphonse Aubertin tire sur Jules Ferry.

- 11 décembre, France : premier Gouvernement Pierre Tirard.

- 26 décembre : David Howard Harrison devient premier ministre du Manitoba, remplaçant John Norquay.

- 31 décembre : le gouvernement colombien signe un concordat avec l’Église. Cette signature révèle l’orientation nouvelle et conservatrice de la Colombie : le libéralisme et le fédéralisme sont peu à peu abandonnés tandis que s’accroissent les pouvoirs présidentiels.

## Naissances
- 10 décembre : 
  - Marian Himner, archéologue polonais († 22 juillet 1916).
  - Arthur Hoffmann, athlète allemand († 4 avril 1932).

- 12 décembre : Anie Mouroux, sculptrice et médailliste française († 18 octobre 1979).
- 20 décembre : Walter Russell Shaw, premier ministre de l'Île-du-Prince-Édouard.
- 20 décembre : Humbert Monterin, géophysicien et glaciologue valdôtain († 4 janvier 1940).
- 22 décembre : Srinivasa Ramanujan, mathématicien indien († 26 avril 1920).
- 24 décembre : Louis Jouvet, acteur et metteur en scène français († 16 août 1951).

## Décès
- 8 décembre : Marguerite Boucicaut, née Guérin, femme d'affaires française (° 3 janvier 1816).
- 10 décembre : Adolphe Ganot, physicien français (° 2 mai 1804)
- 19 décembre : François Bonvin, peintre et graveur français (° 22 novembre 1817).
- 28 décembre : Louis Bodélio, médecin français et philanthrope (° 1799).